# Sensenti
Sensenti è un comune dell'Honduras facente parte del dipartimento di Ocotepeque.
Il comune figurava come entità autonoma già nel censimento del 1791.